# Madagaskarkronörn
Madagaskarkronörn (Stephanoaetus mahery) är en förhistorisk utdöd fågel i familjen hökar inom ordningen hökfåglar.
Fågeln liknade kronörnen (Stephanoaetus coronatus) men var större. Den levde på Madagaskar fram till cirka år 1500. Den dog sannolikt ut på grund av konkurrens med människan om föda. 
Madagaskarkronörnen var förmodligen en toppredator i Madagaskars skogar tillsammans med den likaledes utdöda jättefossan och två arter krokodiler. Som föda tog den möjligen lemurer. Lemurer visar än idag ett försvarsbeteende gentemot rovfåglar som kan ha utvecklat sig som respons mot madagaskarkronörnen och en annan nu utdöd Aquila-örn. Nu levande rovfåglar på Madagaskar är i första hand ett hot mot unglemurer bland de stora daglevande lemurarterna.
Det har föreslagits att madagaskarkronörnen kombinerat med elefantfågelägg är källan till den mytiska fågeln Rock, mest känd från sagan om Sinbad Sjöfararens resor. Fågeln var så stor att den matade sina ungar med elefanter. När fågelns ägg en gång gick sönder dränkte innehållet trettiosex städer och byar.